# Bassirou Diomaye Faye
Bassirou Diomaye Diakhar Faye (populärt kallad Diomaye), född 25 mars 1980, är sedan 2 april 2024 Senegals president. Redan i den första valomgången vann han en majoritet av rösterna, och slog därmed huvudmotståndaren Amadou Ba.
Faye växte upp på landsbygden, och arbetade tidigare som skatteinspektör. Hans politiska inriktning är tydligt till vänster, med anti-franska inslag. Faye vill omförhandla de kontrakt som slutits med internationella oljebolag, och överväger att lämna den västafrikanska valutaunionen CFA. 
Han har utsett sin politiske mentor Ousmane Sonko till premiärminister. Sonko hade, till följd av en fällande dom för förtal, inte möjlighet att ställa upp i presidentvalet. Sonko förde därför fram Diomaye som presidentkandidat. 